# Eucnemis capucina
Eucnemis capucina är en skalbaggsart som beskrevs av Ahrens 1812. Eucnemis capucina ingår i släktet Eucnemis, och familjen halvknäppare. Enligt den finländska rödlistan är arten nära hotad i Finland. Enligt den svenska rödlistan är arten sårbar i Sverige. Arten förekommer i Götaland, Öland och Svealand. Artens livsmiljö är naturmoskogar.